# Maorichernes vigil
Genre
Espèce
Synonymes
- Chelifer vigil With, 1907

Maorichernes vigil, unique représentant du genre Maorichernes, est une espèce de pseudoscorpions de la famille des Chernetidae.

## Distribution
Cette espèce est endémique de Nouvelle-Zélande.

## Description
Maorichernes vigil mesure de 2,8 à 3,0 mm.

## Publications originales
- With, 1907 : On some new species of the Cheliferidae, Hans., and Garypidae, Hans., in the British Museum. Journal of the Linnean Society of London, Zoology, vol. 30, p. 49-85 (texte intégral).
- Beier, 1932 : Pseudoscorpionidea II. Subord. C. Cheliferinea. Tierreich, vol. 58, p. 1-294.